# Лесные трупиалы
Лесные трупиалы (лат. Macroagelaius) — род птиц семейства трупиаловых.

## Классификация
Данный род включает следующие виды:
- Macroagelaius subalaris (Boissonneau, 1840) — Колумбийский лесной трупиал — представители данного вида встречаются в Колумбии.
- Macroagelaius imthurni (Sclater, 1881) — Золотохохлый лесной трупиал — вид встречается в тепуях Бразилии, Гайаны, а также в тепуях Венесуэлы.

Ни у одного из видов не выделяют подвидов.

## Описание
Длина тела самца — 29—30 см, средняя масса тела — 87,3 г; длина тела самок — 25—28 см, масса тела в среднем 71,7 г.

### Описание видов

#### Колумбийский лесной трупиал
Представители данного вида практически полностью чёрного цвета, однако есть пятно тёмно-бардового цвета, которое находится под плечом птицы. Это пятно не видно, если птица сидит. Как правило, эти птицы обтают на пологе леса. Данный вид может собираться в крупные стаи.

#### Золотохохлый лесной трупиал
Взрослые особи представителей этого вида полностью чёрного цвета, однако, есть «кисточки» жёлтого цвета. Они находятся на изгибе крыла. Молодые особи черновато-серого цвета, а также тусклые. У молодых особей отсутствуют «кисточки».